# Красное (Красненский район)
Кра́сное — село в Белгородской области, административный центр Красненского района и Красненского сельского поселения.

## История
Мнения по истории возникновения села противоречивы, что связано с распространённостью топонима «Красное». Германов называет датой образования села первую половину XVIII века, что является не точным. В 1666 году в окладных книгах церквей Ольшанского уезда  упоминается село Красный Колодезь  с новопостроенной Ильинской церковью. В списках служилого сословия Ольшанского уезда, Красное впервые упоминается 1653 годом . Этим годом дети боярские Семен Гамов , Дорофей и Андрей Коршиковы получают поместные земли и усадебные места при речке Красный Колодезь.  Село получило название по этой же речке , близ истока которой оно возникло.  К настоящему времени эта речка у села Красное пересохла, и  берёт своё начало у села Свистовка.
По  переписи  1710 года  в селе  Красный Колодезь 75 дворов,по 2-й ревизии податного населения, в 1744 году, в селе значилось 104 двора и 318 душ мужского пола. В 1774 году построена деревянная церковь, освящённая во имя Ильи Пророка. Каменное здание Ильинской церкви построено и освящено в 1890 году.
В 1795 году в Красном проведена пятая ревизия населения. Было учтено и положено в оклад 585 мужчин и 654 женщины. В 1859 году село Красное — центр волости. В нём было 257 дворов, проживало 2056 человек. В 1888 году в селе было 403 двора, проживало 1487 мужчин и 1432 женщины. Грамотных было 105 человек (все мужчины). В селе также было 5 торговых заведений, 37 кустарных предприятий (2 кирпичных горна, 2 валяльных и 1 обувная мастерская, 32 ветряные мельницы). 69 хозяйств имели сады, 35 — пасек с 717 колодами пчёл. В собственности крестьян было 564 сохи, 645 телег и саней, 2 конные молотилки. В хозяйствах было 777 лошадей, 519 коров, 2486 овец, 738 свиней.
Медицинское обслуживание жителей села началось в 1875 году. В 1912 году открыта почтовая контора. С 1891 года действовала церковно-приходская школа, с 1881 года — земская школа.
В 1931 году в селе была открыта семилетняя школа, в 1937 — средняя. В 1935 году Красное стало районным центром. В это время в селе появилось почтово-телеграфное отделение, телефонная станция на 30 номеров, имелась больница на 13 коек. В селе проживало 2,3 тыс. жителей. Издавалась районная газета «Сталинец». Электроосвещения и водопровода не было.
В Великой Отечественной войне принимало участие более 1000 человек из Красненского сельского совета, из них погибли или пропали без вести 305 человек.
В 1954 году Красное вошло в состав новообразованной Белгородской области. Красненский (Уколовский) район был расформирован при укрупнении районов в ходе очередной реформы самоуправления и восстановлен лишь в 1991.

## Население
| 1859 | 1897  | 1959  | 2002  | 2008  | 2010  |
| ---- | ----- | ----- | ----- | ----- | ----- |
| 2056 | ↗2671 | ↘2306 | ↗2324 | ↘2322 | ↘2158 |

## Радио
- 90,3 Белое радио / План
- 98,8 Радио России / ГТРК Белгород
- 101,2 Мир Белогорья